# Svatý Adalar
Svatý Adalar, Adolar nebo Adelar (8. století – 5. června 754, Dokkum, Nizozemí) byl jeden ze společníků svatého Bonifáce.
Adalar byl společně s Bonifácem a dalšími společníky, včetně Eobana, zavražděn 5. června 754 v Dokkumu ve Frísku pohanskými Frísy. Jeho tělo se roku 756 společně s Eobanovým dostalo z Utrechtu do opatství Fulda, kde byli oba pohřbeni vedle Bonifáce. Před rokem 1100 byly Adalarovy kosti převezeny do Erfurtu, kde byly roku 1134 nalezeny. Dnes se jeho hrob nachází v erfurtské katedrále.
Svatý Adalar je ochráncem dobytka a svátek má 5. června.